# Lloyd Bridges
Lloyd Vernet Bridges Jr. (San Leandro, 15 gennaio 1913 – Los Angeles, 10 marzo 1998) è stato un attore statunitense.

## Biografia
Nato a San Leandro, distretto della Contea di Alameda, in California, da Harriet Evelyn Brown e Lloyd Vernet Bridges Sr., Bridges fece il suo debutto teatrale a Broadway nel 1939 in una rappresentazione dell'Otello di Shakespeare. Bridges partecipò a molte popolari serie statunitensi, tra le quali Avventure in fondo al mare (1958-1961) e apparve in più di 150 film. Tra i suoi ruoli più celebri, quello dell'aiutante dello sceriffo in Mezzogiorno di fuoco (1952). Ha anche partecipato alle serie televisive Alla conquista del West (1977) e Il profumo del successo (1984).

## Vita privata
Sposato con l'attrice Dorothy Simpson, ebbe quattro figli: Beau Bridges, nato nel 1941, e Jeff Bridges, nato nel 1949, entrambi divenuti attori, Garrett (nato nel 1948 e morto nello stesso anno) e Lucinda (nata nel 1953). Era il nonno dell'attore Jordan Bridges, figlio di Beau.

## Filmografia parziale

### Cinema
- Sahara, regia di Zoltán Korda (1943)
- Passaporto per Suez (Passport to Suez), regia di André De Toth (1943)
- Traditori (The Master Race), regia di Herbert Biberman (1944)
- Salerno, ora X (A Walk in the Sun), regia di Lewis Milestone (1945)
- I predoni della città (Abilene Town), regia di Edwin L. Marin (1946)
- I conquistatori (Canyon Passage), regia di Jacques Tourneur (1946)
- La donna di fuoco (Ramrod), regia di André De Toth (1947)
- Gli invincibili (Unconquered), regia di Cecil B. DeMille (1947)
- La luna sorge (Moonrise), regia di Frank Borzage (1948)
- Figlio del delitto (Red canyon), regia di George Sherman (1949)
- Odio (Home of the Brave), regia di Mark Robson (1949)
- Occhio per occhio (Calamity Jane and Sam Bass), regia di George Sherman (1949)
- RX-M Destinazione Luna (Rocketship X-M), regia di Kurt Neumann (1950)
- Colt .45, regia di Edwin L. Marin (1950)
- La torre bianca (The White Tower), regia di Ted Tetzlaff (1950)
- L'urlo della folla (The Sound of Fury o anche Try and Get Me), regia di Cy Endfield (1950)
- La trappola degli indiani (Little Big Horn), regia di Charles Marquis Warren (1951)
- Tre passi a nord (Three Steps North), regia di W. Lee Wilder (1951)
- Il fischio a Eaton Falls (The Whistle at Eaton Falls), regia di Robert Siodmak (1951)
- Mezzogiorno di fuoco (High Noon), regia di Fred Zinnemann (1952)
- Gli avventurieri di Plymouth (Plymouth Adventure), regia di Clarence Brown (1952)
- Nuvola nera (Last of the Comanches), regia di André De Toth (1953)
- Il gigante del Texas (The Tall Texan), regia di Elmo Williams (1953)
- La città dei fuorilegge (City of Bad Men), regia di Harmon Jones (1953)
- Wichita, regia di Jacques Tourneur (1955)
- La meticcia di fuoco (Apache Woman), regia di Roger Corman (1955)
- Il mago della pioggia (The Rainmaker), regia di Joseph Anthony (1956)
- La cavalcata della vendetta (Ride Out for Revenge), regia di Bernard Girard (1957)
- La divina (The Goddess), regia di John Cromwell (1958)
- I conquistatori degli abissi (Around the World Under the Sea), regia di Andrew Marton (1966)
- Attacco alla costa di ferro (Attack on the Iron Coast), regia di Paul Wendkos (1968)
- Lieto fine (The Happy Ending), regia di Richard Brooks (1969)
- L'isola della paura (Bear Island), regia di Don Sharp (1979)
- The Fifth Musketeer, regia di Ken Annakin (1979)
- L'aereo più pazzo del mondo (Airplane!), regia di Jim Abrahams, David Zucker (1980)
- L'aereo più pazzo del mondo... sempre più pazzo (Airplane II: The Sequel), regia di Ken Finkleman (1982)
- Quelli dell'accademia militare (Weekend Warriors), regia di Bert Convy (1986)
- Tucker - Un uomo e il suo sogno (Tucker: The Man and His Dream), regia di Francis Ford Coppola (1988)
- Gente del Nord (Winter People), regia di Ted Kotcheff (1989)
- Cugini (Cousins), regia di Joel Schumacher (1989)
- Joe contro il vulcano (Joe Versus the Volcano), regia di John Patrick Shanley (1990)
- Hot Shots!, regia di Jim Abrahams (1991)
- Tesoro, mi si è allargato il ragazzino (Honey I Blew Up the Kid), regia di Randal Kleiser (1992)
- Hot Shots! 2 (Hot Shots! Part Deux), regia di Jim Abrahams (1993)
- Blown Away - Follia esplosiva (Blown Away), regia di Stephen Hopkins (1994)
- Mafia! (Jane Austen's Mafia!), regia di Jim Abrahams (1998)

### Televisione
- Crossroads – serie TV, episodio 1x06 (1955)
- Climax! – serie TV, episodi 1x28-1x36-2x22-2x32-3x29 (1955-1957)
- The Alcoa Hour – serie TV, episodi 1x10-2x09 (1956-1957)
- Avventure in fondo al mare (Sea Hunt) – serie TV, 155 episodi (1958-1961)
- Westinghouse Desilu Playhouse – serie TV, episodio 2x07 (1959)
- June Allyson Show (The DuPont Show with June Allyson) – serie TV, episodio 2x27 (1961)
- The Dick Powell Show – serie TV, episodio 1x01 (1961)
- Scacco matto (Checkmate) – serie TV, episodio 2x09 (1961)
- Fred Astaire (Alcoa Premiere) – serie TV, episodio 1x03 (1961)
- La grande avventura (The Great Adventure) – serie TV, episodio 1x12 (1964)
- Cavaliere solitario (The Loner) – serie TV, 26 episodi (1965-1966)
- San Francisco International Airport – serie TV, 6 episodi (1970)
- Amore e guerra (The Love War), regia di George McCowan – film TV (1970)
- Sulle strade della California (Police Story) – serie TV, 2 episodi (1974-1975)
- Joe Forrester – serie TV, 23 episodi (1975-1976)
- Radici (Roots) – serie TV, 2 episodi (1977)
- Alla conquista del West (The Macahalans – How the West Was Won) – serie TV, 4 episodi (1978)
- Il profumo del successo (Paper Dolls) – serie TV, 13 episodi (1984)
- Capital News – serie TV, 13 episodi (1990)
- Pierino e il lupo (Peter and the Wolf), regia di George Daugherty – film TV (1996)
- Seinfeld – serie TV, episodi 8x17-9x04 (1997)

## Doppiatori italiani
Nelle versioni in italiano delle opere in cui ha recitato, Lloyd Bridges è stato doppiato da:
- Adolfo Geri in Salerno, ora X, I predoni della città, Colt .45
- Pino Locchi in Sahara, La trappola degli indiani
- Gianfranco Bellini in La città dei fuorilegge, La divina
- Dario Penne in Joe Forrester (1ª parte degli episodi), Tesoro, mi si è allargato il ragazzino
- Vittorio Di Prima in Hot Shots!, Hot Shots! 2
- Sergio Tedesco ne Il profumo del successo, Vittima predestinata
- Nino Pavese ne I conquistatori
- Giuseppe Rinaldi in RX-M Destinazione Luna
- Stefano Sibaldi in Mezzogiorno di fuoco
- Bruno Persa in Gli avventurieri di Plymouth
- Nando Gazzolo ne Il gigante del Texas
- Renato Turi in Wichita
- Gualtiero De Angelis ne Il mago della pioggia
- Aldo Giuffré in Attacco alla costa di ferro
- Rino Bolognesi in Joe Forrester (2ª parte degli episodi)
- Aldo Barberito in Alla conquista del West
- Roberto Bertea in Radici
- Oreste Rizzini in L'isola della paura
- Sergio Fiorentini in L'aereo più pazzo del mondo
- Carlo Reali in L'aereo più pazzo del mondo... sempre più pazzo
- Romano Ghini in Tucker - Un uomo e il suo sogno
- Glauco Onorato in Cugini
- Dante Biagioni in Seinfeld
- Ettore Conti in Joe contro il vulcano
- Sergio Rossi in Blown Away - Follia esplosiva
- Sergio Graziani in Pierino e il lupo